# Cantó de Montfermeil
El cantó de Montfermeil és un antic cantó francès del departament de Sena Saint-Denis, que estava situat al districte de Le Raincy. Comptava amb 3 municipis i el cap és Montfermeil.
Al 2015 va desaparèixer i el seu territori va passar a formar part del cantó de Tremblay-en-France.

## Municipis
- Coubron
- Montfermeil
- Vaujours

## Història
| Data d'elecció                           | Identitat         | Partit                     | Qualitat |
| ---------------------------------------- | ----------------- | -------------------------- | -------- |
| 1967-1979                                | Michel Rosenblatt | PCF                        |          |
| 1979-1992                                | Jean Corlin       | Divers droite              |          |
| 1992-1998                                | Pierre Bernard    | Divers droite              |          |
| 1998-                                    | Raymond Coënne    | Divers droite, després UMP |          |
| les dades anteriors no són pas conegudes |                   |                            |          |
|                                          |                   |                            |          |

## Demografia
| A partir de 1990: Població sense dobles comptes |